# Schauspielchronologie der Salzburger Festspiele

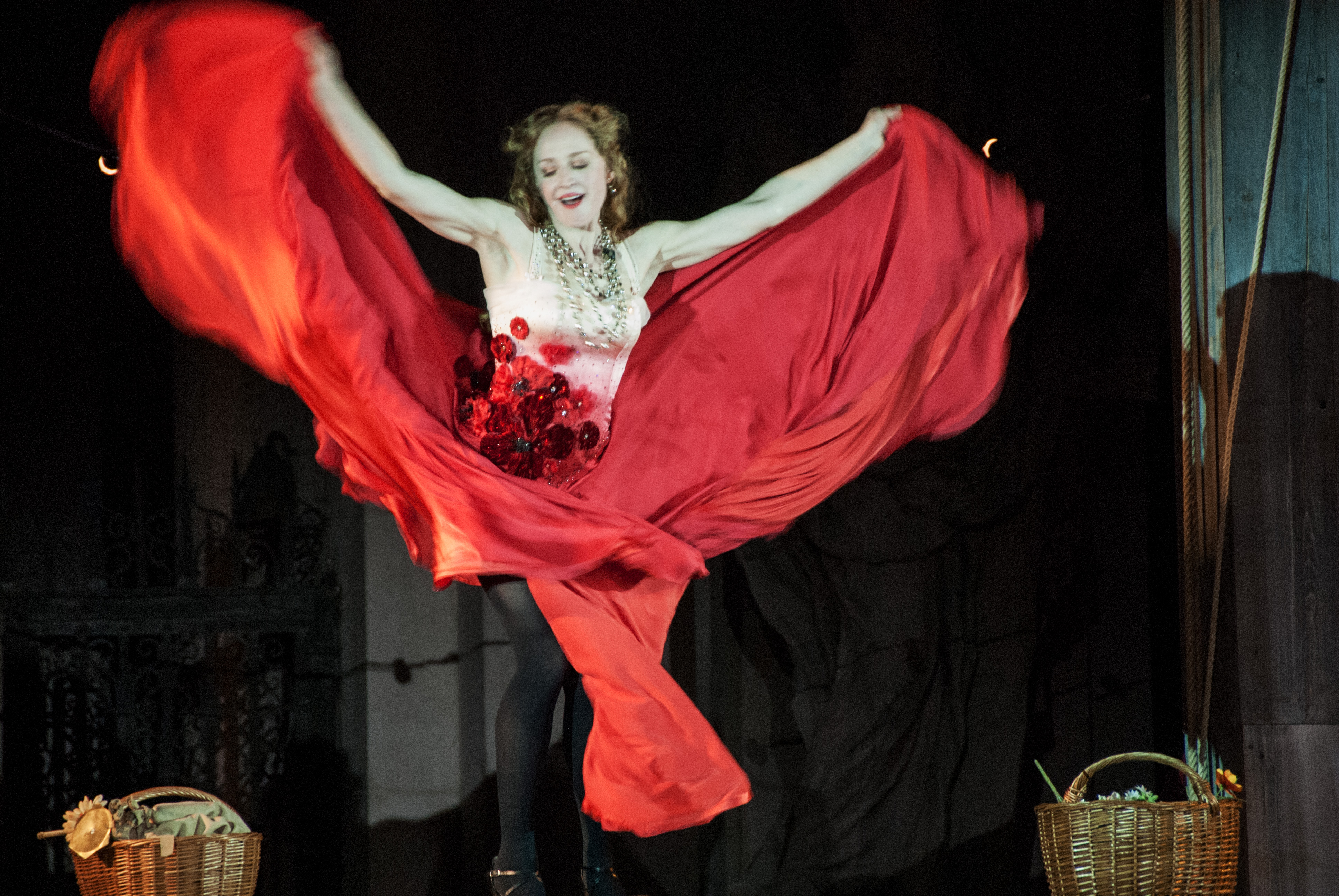
Brigitte Hobmeier als Buhlschaft im Jedermann, 2014

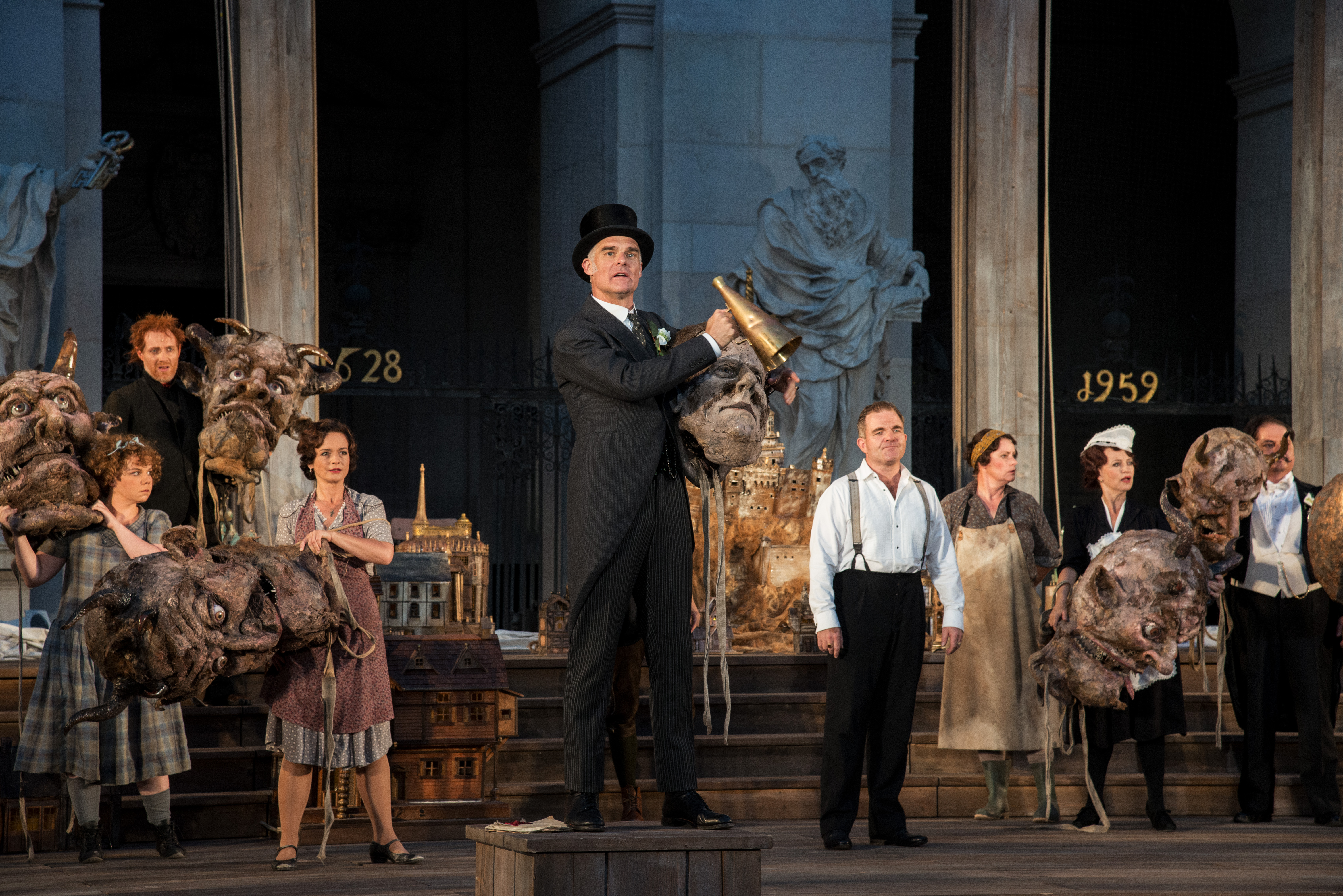
Stephan Kreiss (Spielansager), Cornelius Obonya (Jedermann) und Ensemble, 2014

Die Schauspielchronologie der Salzburger Festspiele zeigt anschaulich, wie sehr im Schatten der Oper jahrzehntelang das Sprechstück bei den Salzburger Festspielen stand – obwohl Salzburg prominente Schauspieler anzieht und auch das Schauspiel mit dem Jedermann auf dem Domplatz unter Max Reinhardt am 22. August 1920 die Geburtsstunde der Festspiele darstellte.
Dennoch wirkten und wirken die Salzburger Sprechtheaterinszenierungen immer wieder stilbildend im deutschen Sprachraum. Der Schwerpunkt des Schauspiels bei den Salzburger Festspielen liegt seit der Gründung auf Hofmannsthals Jedermann am Domplatz, österreichischer Dramatik und Klassikern der Weltliteratur, zuvorderst dem Werk Shakespeares. Seit den 1990er Jahren – der Intendanz von Gerard Mortier mit den Schauspielchefs Peter Stein und Ivan Nagel – ist Salzburg zunehmend offen für innovative Regisseure, neue Texte und internationale Tendenzen. Von 2002 bis 2014 bestand das Young Directors Project, begründet vom damaligen Schauspielchef Jürgen Flimm. Es zeigte alljährlich drei bis fünf Inszenierungen junger Regisseure.

## Die Ära Max Reinhardts

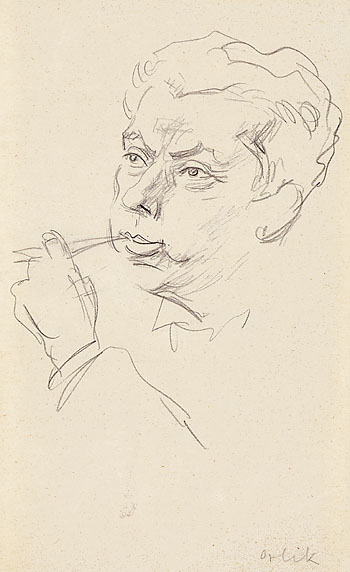
Max Reinhardt

Die Gründungsjahre der Salzburger Festspiele waren – was das Schauspiel anlangt – fest in der Hand Max Reinhardts. Er gestaltete den Spielplan und inszenierte (fast alles) selbst. Und er eröffnete den Festspielen vier originäre Spielstätten:
So innovativ Reinhardt im Finden malerischer Spielstätten war, so konservativ war er in der Gestaltung des Spielplans. Während er anderenorts durchaus Gegenwartsstücke inszenierte oder inszenieren ließ (Hauptmann, Ibsen, Lasker-Schüler und Kokoschka in Berlin, Tolstoi, George Bernard Shaw, Cocteau und Pirandello in Wien), beschränkte er sich in Salzburg auf den klassischen Kanon des Approbierten. Er brachte auch erfolgreiche eigene Produktionen nach Salzburg, wo er sie überarbeitete und prominent neu besetzte – aus Berlin den Jedermann  (Circus Schumann, 1911), aus London Das Mirakel (Olympia Hall, 1911) oder aus Wien den Diener zweier Herren, Kabale und Liebe, den Schwierigen (alle drei Produktionen aus dem Theater in der Josefstadt, 1924) und den Sommernachtstraum (ebendort, 1925).
Reinhardts Versuche, zusätzlich zum Jedermann in Salzburg ein zweites Mysterienspiel zu etablieren, scheiterten. Sein Verdienst an Salzburg – neben dem Finden malerischer Spielstätten – waren zwei monumentale Inszenierungen und eine burleske: der Jedermann am Domplatz, Der Diener zweier Herren und der Faust in der Felsenreitschule. Den Jedermann besetzte er von 1920 bis 1931 mit Alexander Moissi, von 1932 bis 1934 mit Paul Hartmann, schließlich ab 1935 mit Attila Hörbiger. Die Buhlschaft der ersten zwei Festspielsommer war Johanna Terwin, 1926 übernahm Dagny Servaes.
Ab 1933 wurde Reinhardt verstärkt zur Zielscheibe der Judenverfolgung, 1937 emigrierte er mit seiner Frau und beiden Söhnen in die Vereinigten Staaten.
| Jahr | Domplatz    |                                                                  |                               | Stadttheater                        | Kollegienkirche                   |
| ---- | ----------- | ---------------------------------------------------------------- | ----------------------------- | ----------------------------------- | --------------------------------- |
| 1920 | - Jedermann |                                                                  |                               |                                     |                                   |
| 1921 | - Jedermann |                                                                  |                               |                                     |                                   |
| 1922 |             |                                                                  |                               |                                     | - Salzburger großes Welttheater U |
| 1923 |             |                                                                  |                               | - Der eingebildete Kranke           |                                   |
| 1924 |             |                                                                  |                               |                                     | - Das Mirakel abgesagt            |
|      |             | Festspielhaus                                                    |                               |                                     |                                   |
| 1925 |             | - Das Mirakel - Salzburger großes Welttheater - Das Apostelspiel |                               |                                     |                                   |
|      |             |                                                                  | Felsenreitschule              |                                     |                                   |
| 1926 | - Jedermann |                                                                  | - Der Diener zweier Herren    |                                     |                                   |
| 1927 | - Jedermann | - Ein Sommernachtstraum                                          |                               | - Kabale und Liebe                  |                                   |
| 1928 | - Jedermann | - Das Perchtenspiel U                                            |                               | - Iphigenie auf Tauris - Die Räuber |                                   |
| 1929 | - Jedermann |                                                                  |                               |                                     |                                   |
| 1930 | - Jedermann |                                                                  | - Der Diener zweier Herren    | - Victoria - Kabale und Liebe       |                                   |
| 1931 | - Jedermann |                                                                  | - Der Diener zweier Herren    | - Der Schwierige - Stella           |                                   |
| 1932 | - Jedermann |                                                                  |                               |                                     |                                   |
| 1933 | - Jedermann |                                                                  | - Faust. Der Tragödie 1. Teil |                                     |                                   |
| 1934 | - Jedermann |                                                                  | - Faust. Der Tragödie 1. Teil |                                     |                                   |
| 1935 | - Jedermann |                                                                  | - Faust. Der Tragödie 1. Teil |                                     |                                   |
| 1936 | - Jedermann |                                                                  | - Faust. Der Tragödie 1. Teil |                                     |                                   |
| 1937 | - Jedermann |                                                                  | - Faust. Der Tragödie 1. Teil |                                     |                                   |

## Festspiele in der Zeit des Nationalsozialismus

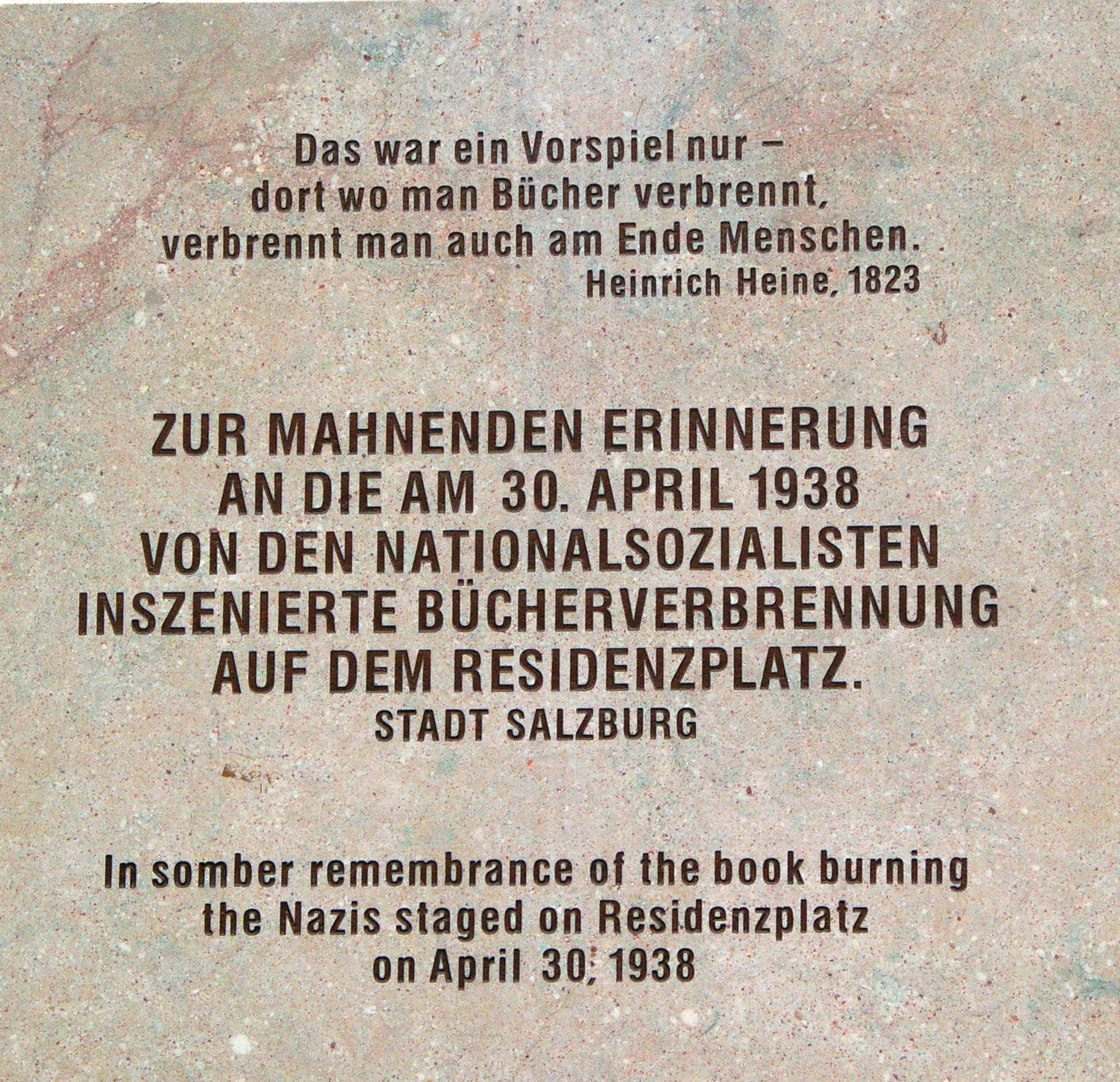
Gedenktafel zur Bücherverbrennung 1938 in Salzburg

Sofort nach der NS-Machtübernahme im März 1938 wurde der Jedermann abgesetzt, die Faust-Stadt Max Reinhardts abgebaut, alle Kritiker und alle Künstler mit jüdischen Vorfahren wurden aus Salzburg vertrieben, die Max-Reinhardt-Biographie wurde  auf dem Residenzplatz im Rahmen der Bücherverbrennung verbrannt.
Statt Max Reinhardts  Faust. Eine Tragödie. wurde in der Felsenreitschule Egmont gespielt. 1939 verkürzten die Nationalsozialisten die Festspiele aufgrund des Kriegsausbruchs. Wagner durfte nun nicht mehr in Salzburg gespielt werden. 1940 wurden Sprechtheater und Oper gestrichen, dafür wurde das Stadttheater zum Landestheater erhoben. 1941 bis 1943 gab es reduzierte Kriegsfestspiele für Frontheimkehrer und Rüstungsarbeiter, zur Ablenkung wurden Nestroys Einen Jux will er sich machen und Ludwig Anzengruber aufgeführt. Ab 1943 durften die Festspiele auf Anordnung Hitlers nicht mehr Festspiele heißen, sondern nur noch Salzburger Theater- und Musiksommer, damit sie diese den Bayreuther Festspielen keine Konkurrenz machten. 1944 gab es nur noch ein Konzert und die öffentliche Generalprobe der Liebe der Danae, kein Schauspiel.
| Jahr | Domplatz | Festspielhaus | Felsenreitschule       | Stadttheater                           |  |
| ---- | -------- | ------------- | ---------------------- | -------------------------------------- |  |
| 1938 |          | - Amphitryon  | - Egmont               |                                        |  |
| 1939 |          |               | - Viel Lärm um nichts  | - Der Bürger als Edelmann              |  |
|      |          |               |                        | Landestheater                          |  |
| 1940 |          |               |                        |                                        |  |
| 1941 |          |               | - Viel Lärm um nichts  |                                        |  |
| 1942 |          |               | - Iphigenie auf Tauris | - Einen Jux will er sich machen        |  |
| 1943 |          |               | - Iphigenie auf Tauris | - Der G’wissenswurm - Der Meineidbauer |  |

## Die Nachkriegsjahre
Komme was wolle, Festspiele müssen sein: Bereits nach nur 25 Jahren hatten sich die Festspiele derart im Selbstverständnis von Stadt und Land verankert, dass die Salzburger bereits wenige Wochen nach Kriegsende wieder Festspiele organisierten, inmitten von Zerstörung, Armut und Hunger. Zwar schafften sie 1945 noch nicht den Jedermann auf den Domplatz zurückkehren zu lassen, aber seit 1946 steht Das Spiel vom Sterben des reichen Mannes alljährlich auf dem Spielplan. Die Festspiele hatten ihr Markenzeichen wieder. Die Titelrolle verkörperte 1946 Ewald Balser, von 1947 bis 1951 erneut Attila Hörbiger, ab 1952 Will Quadflieg, ab 1960 schließlich Walther Reyer.
Dank der Amerikaner als Besatzungsmacht, die sofort Puthon und Paumgartner zurückgeholt und 1946 den erst 29-jährigen Komponisten Gottfried von Einem ins Direktorium berufen hatten, öffneten sich die Festspiele für zeitgenössische Musik und brachten eine Reihe von Opern-Uraufführungen. Wie in den 1930er Jahren stand auch in der Nachkriegszeit die Musik im Mittelpunkt der Festspiele, zum einen weil es dort keine Sprachbarriere zu den Besatzungsmächten gab, zum anderen weil sich Salzburg liebend gerne despotischen Dirigenten unterwirft: Dominierte Toscanini die Festspiele von 1935 bis 1937, so war dies Furtwängler von 1948 bis 1954.
Max Reinhardt hatte den Festspielen vier neue Spielstätten eröffnet, jeweils mit Schauspielproduktionen. Aber schon vier Jahre nach Begründung des Festspielhauses war dieses dem Schauspiel verloren. Die Oper übernahm das neue Haus. Ähnliches passierte in den Nachkriegsjahren mit der Felsenreitschule und der Kollegienkirche, die ab 1948 bzw. 1969 mit Opern bespielt wurden. Nur mehr fallweise wurde danach die Felsenreitschule dem Sprechtheater überlassen. Das Schauspiel fand eine ständige Bleibe im Landestheater. Josef Kaut, der spätere Präsident der Festspiele, beschrieb diese Zeit: „Zu dem seit 1946 jährlich aufgeführten Jedermann kam in den folgenden Jahren mit wechselnden Regisseuren ein Schauspielrepertoire ohne erkennbare Linie.“
| Jahr | Domplatz    | Festspielhaus | Felsenreitschule       | Landestheater                                 | Mozarteum             |
| ---- | ----------- | ------------- | ---------------------- | --------------------------------------------- | --------------------- |
| 1945 |             |               |                        |                                               | - Der Tor und der Tod |
| 1946 | - Jedermann |               | - Diener zweier Herren |                                               |                       |
| 1947 | - Jedermann |               |                        | - Die Frau des Potiphar                       |                       |
| 1948 | - Jedermann |               |                        | - Des Meeres und der Liebe Wellen             |                       |
| 1949 | - Jedermann |               |                        | - Clavigo - Iphigenie auf Tauris              |                       |
| 1950 | - Jedermann |               |                        | - Der Verschwender - Was ihr wollt            |                       |
| 1951 | - Jedermann |               |                        | - Wie es euch gefällt - Der zerbrochne Krug   |                       |
| 1952 | - Jedermann |               |                        | - Die Träume von Schale und Kern - Der Lügner |                       |
| 1953 | - Jedermann |               | - Julius Caesar        |                                               |                       |
| 1954 | - Jedermann |               |                        |                                               |                       |
| 1955 | - Jedermann |               |                        | - Kabale und Liebe - Don Juan (Gastspiel)     |                       |
| 1956 | - Jedermann |               |                        | - Egmont                                      |                       |
| 1957 | - Jedermann |               |                        | - Fast ein Poet DE - Emilia Galotti           |                       |
| 1958 | - Jedermann |               |                        | - Spiel um Job DE - Juarez und Maximilian     |                       |
| 1959 | - Jedermann |               | - Der Turm             | - Donnerstag U                                |                       |
| 1960 | - Jedermann |               |                        | - Hughie DE/Tartuffe - Dame Kobold            |                       |

## Die Jahrzehnte Ernst Haeussermans
Die Leitung des Schauspiels durch Ernst Haeusserman, Reinhardts Regieassistent in Amerika, kann auch als Ära der Anbiederung an den vermuteten Publikumsgeschmack gewertet werden: Zwar begann er ambitioniert, indem er Leopold Lindtberg (a) beide Teile des Faust, (b) den Lumpazivagabundus und (c) 1969 sogar den Jedermann neu inszenieren ließ, tolerierte auch Giorgio Strehlers Zwischenspiel mit dem Spiel der Mächtigen und Josef Kauts Bemühungen um Thomas-Bernhard-Uraufführungen, aber er akzeptierte auch die schrittweise Vertreibung des Schauspiels aus den Festspielhäusern und der Felsenreitschule. Haeusserman engagierte, was gut und teuer war – Oskar Werner als Hamlet, O. W. Fischer als Schwierigen, Götz George als Danton und Will Quadflieg in verschiedenen Rollen. Aber der Rest war Gefälligkeit, manchmal sogar derber Wiener Schmäh, personifiziert durch Otto Schenk. Als Ausnahmen der Regel gelten – in 23 Jahren Haeusserman – lediglich drei Produktionen: Johannes Schaafs Leonce und Lena, Rudolf Noeltes Menschenfeind und Ingmar Bergmans Dom Juan.
Haeusserman inszenierte nur einmal selbst in Salzburg: 1973 den Jedermann am Domplatz mit Curd Jürgens in der Titelrolle, ab 1974 zusätzlich mit Senta Berger als Buhlschaft und erstmals mit Mikrophonverstärkung. 1978 übernahm Maximilian Schell den Jedermann, 1983 Klaus Maria Brandauer. Mit dem Starkult verhalf Haeusserman dieser Salzburger Institution zum Sprung in die Regenbogenpresse und betonierte Hofmannsthals moralisierendes Mysterienspiel damit im Spielplan der Festspiele.
| Jahr | Domplatz                               | Altes Festspielhaus                    | Felsenreitschule                                                                                                  | Neues Festspielhaus               | Landestheater                                                                |
| ---- | -------------------------------------- | -------------------------------------- | --- | --------------------------------- | ---------------------------------------------------------------------------- |
| 1961 | - Jedermann Neuinszenierung            |                                        | - Der Bauer als Millionär                                                                                         | - Faust. Der Tragödie erster Teil |                                                                              |
| 1962 | - Jedermann                            | - Faust I                              | - Der Bauer als Millionär                                                                                         |                                   | - Lumpazivagabundus                                                          |
|      |                                        | Kleines Festspielhaus                  | | Großes Festspielhaus              |                                                                              |
| 1963 | - Jedermann                            | - Faust Der Tragödie zweiter Teil      | |                                   |                                                                              |
| 1964 | - Jedermann                            | - Faust I - Faust II                   | - Die lustigen Weiber von Windsor                                                                                 |                                   |                                                                              |
| 1965 | - Jedermann                            | - Faust I - Faust II                   | - König Ödipus/Ödipus auf Kolonos                                                                                 |                                   | - Alle Reichtümer dieser Welt DE                                             |
| 1966 | - Jedermann                            |                                        | - Sommernachtstraum                                                                                               |                                   |                                                                              |
| 1967 | - Jedermann                            |                                        | - Sommernachtstraum                                                                                               |                                   | - Der Ostwind - Der Schwierige                                               |
| 1968 | - Jedermann                            |                                        | |                                   | - Der Sturm - Der Schwierige                                                 |
| 1969 | - Jedermann Neuinsz.                   | - Der Alpenkönig und der Menschenfeind | |                                   |                                                                              |
| 1970 | - Jedermann                            |                                        | |                                   | - Hamlet - Zum großen Wurstel/ Figaro lässt sich scheiden - Warten auf Godot |
| 1971 | - Jedermann                            | - Der Unbestechliche                   | |                                   |                                                                              |
| 1972 | - Jedermann                            |                                        | - Cenodoxus U |                                   | - Der Ignorant und der Wahnsinnige U - Was ihr wollt                         |
| 1973 | - Jedermann Neuinsz.                   |                                        | - Das Spiel der Mächtigen I - Das Spiel der Mächtigen II - Arlecchino servitore di due padroni (Gastspiel), ital. |                                   | - Der Menschenfeind - Was Ihr wollt                                          |
| 1974 | - Jedermann                            |                                        | - Das Spiel der Mächtigen I - Das Spiel der Mächtigen II                                                          |                                   | - Die Macht der Gewohnheit U - Was Ihr wollt                                 |
| 1975 | - Jedermann                            |                                        | |                                   | - Lazaretti oder Der Säbeltiger U - Leonce und Lena                          |
| 1976 | - Jedermann                            |                                        | |                                   | - Der Talisman - Im Zweifel für den Angeklagten - Leonce und Lena            |
| 1977 | - Jedermann                            |                                        | |                                   | - Tod eines Jägers U (Mozarteum)                                             |
| 1978 | - Jedermann                            |                                        | |                                   | - Der tolle Tag oder Figaros Hochzeit                                        |
| 1979 | - Jedermann                            |                                        | |                                   | - Der Talisman - Das weite Land                                              |
| 1980 | - Jedermann                            |                                        | |                                   | - Der Talisman - Das weite Land - Wie es euch gefällt                        |
| 1981 | - Jedermann                            |                                        | |                                   | - Wie es euch gefällt - Das weite Land - Am Ziel U                           |
| 1982 | - Jedermann                            |                                        | - Über die Dörfer U                                                                                               |                                   | - Der Zerrissene - Torquato Tasso                                            |
| 1983 | - Jedermann, auch als Gastspiel in Rom |                                        | |                                   | - Dom Juan - Der Zerrissene - Torquato Tasso                                 |

## Interregnum
Auch nach dem Tod Haeussermans im Juni 1984 änderte sich nichts Wesentliches an der Schauspielprogrammierung. Formell fungierte Otto Schenk von 1986 bis 1988 als Kuratoriumsmitglied mit der Verantwortung für das Schauspiel. Weiterhin wurden die Erwartungshaltungen des konservativen Publikums erfüllt: einerseits Erhabenes – Aischylos, Lessing, Grillparzer, Schnitzler und Hofmannsthal, andererseits Amüsantes – Volksstücke von Raimund und Nestroy, zwei Uraufführungen von Thomas Bernhard. Die Regie lag in Händen von Regisseuren, die mit dem Publikumsgeschmack in Deckung zu bringen waren – wie Johannes Schaaf, Dieter Dorn und Jürgen Flimm. Erstmals wagte man immerhin ein Drama von Elias Canetti, und erstmals gastierte ein Schwieriger des deutschen Regietheaters, Klaus Michael Grüber, in Salzburg: Er inszenierte in der Felsenreitschule Bruno Ganz als Prometheus, gefesselt, in einer neuen, spröden Übersetzung von Peter Handke.
Die Neuinszenierung des Jedermann wurde 1990 dem langjährigen Assistenten Haeussermans, Gernot Friedel, übertragen und unterschied sich im Wesentlichen durch neue Kostüme und neue Besetzung: Helmut Lohner übernahm die Titelrolle von Klaus Maria Brandauer und Sunnyi Melles gab erstmals „eine besonders kokette, kesse Buhlschaft“.
| Jahr | Domplatz                    | Kleines Festspielhaus | Felsenreitschule        | Großes Festspielhaus | Landestheater                                                                                   |
| ---- | --------------------------- | --------------------- | ----------------------- | -------------------- | ----------------------------------------------------------------------------------------------- |
| 1984 | - Jedermann                 |                       |                         |                      | - Nathan der Weise - Der Zerrissene - Die Möwe (Gastspiel), russ. - Tartuffe (Gastspiel), russ. |
| 1985 | - Jedermann                 |                       |                         |                      | - Der seidene Schuh - Der Theatermacher U - Nathan der Weise                                    |
| 1986 | - Jedermann                 |                       | - Prometheus, gefesselt |                      | - Der zerbrochne Krug - Ritter, Dene, Voss U                                                    |
| 1987 | - Jedermann                 |                       |                         |                      | - Der einsame Weg - Der Bauer als Millionär                                                     |
| 1988 | - Jedermann                 |                       |                         |                      | - Der Bauer als Millionär - Hochzeit                                                            |
| 1989 | - Jedermann                 |                       |                         |                      | - Der einsame Weg - Das Mädl aus der Vorstadt                                                   |
| 1990 | - Jedermann Neuinszenierung |                       |                         |                      | - Das Mädl aus der Vorstadt - Die Jüdin von Toledo                                              |
| 1991 | - Jedermann                 |                       |                         |                      | - Die Jüdin von Toledo - Der Schwierige                                                         |

## Die Ära Peter Stein
Monumental – so wurde allgemein der Auftakt der Ära Peter Steins als Schauspieldirektor der Salzburger Festspiele bezeichnet. Er hatte sich – für die ersten fünf Jahre seiner Direktion – die Felsenreitschule für vier Shakespeare-Produktionen ausbedungen und inszenierte dort selbst zuerst Julius Caesar, dann Antonius und Cleopatra. 1993 übertrug er den Coriolan der britischen Regisseurin Deborah Warner, 1996 den Sommernachtstraum dem jungen Leander Haußmann.
Strukturell sorgte Stein für eine enorme Ausweitung des Schauspielprogramms der Festspiele, auch durch die Übernahme der Pernerinsel in Hallein als neuer Spielstätte der Festspiele. Dort ließ er Dramen der Antike, Pirandello und wiederum Shakespeare spielen. Erst im letzten Jahr seiner Direktion inszenierte Stein selbst auf der Perner-Insel – und zwar Grillparzers rätselhafte Tragödie Libussa, nachdem er sich 1996 erstmals mit dem österreichischen Klassiker Ferdinand Raimund auseinandergesetzt und am Landestheater den Alpenkönig und Menschenfeind zur Aufführung gebracht hatte. So sehr sich Peter Stein für zeitnahe Interpretationen klassischer Texte interessierte, die zeitgenössische Dramatik ließ er weitgehend außer Acht. Einzige Ausnahmen in sechs Jahren Amtszeit: 1993 die Uraufführung des Stückes Das Gleichgewicht seines Freundes und früheren Dramaturgen Botho Strauss und 1996 ein Gastspiel der Patrice-Chéreau-Inszenierung eines Stückes von Bernard-Marie Koltès – In der Einsamkeit der Baumwollfelder. Den Jedermann ließ Peter Stein unberührt. Allerdings besetzte er ab 1994 seine Lebensgefährtin Maddalena Crippa, eine Italienerin, als Buhlschaft und ab 1995 Gert Voss als Jedermann.
Bei den Osterfestspielen inszenierte Peter Stein 1997 Wozzeck, 2000 Simon Boccanegra und 2002 den Parsifal. In den 2010er Jahren kehrte er nach Salzburg zurück, als Regisseur von Ödipus auf Kolonos (Perner-Insel, 2010), zweier Verdi-Opern: Macbeth (Felsenreitschule, 2011) und Don Carlos (Großes Festspielhaus, 2013), sowie zuletzt von Franz Schuberts selten gespielter Oper Fierrabras (Haus für Mozart, 2014).
| Jahr | Domplatz    | Felsenreitschule                    | Landestheater                                     | Perner-Insel | Weitere Spielstätten                   |
| ---- | ----------- | ----------------------------------- | ------------------------------------------------- | --- | -------------------------------------- |
| 1992 | - Jedermann | - Julius Caesar                     | - Wesele DE                                       | - Medea, Die Troerinnen, Elektra in altgriechisch, latein und 12 weiteren Idiomen                                                                              |                                        |
| 1993 | - Jedermann | - Coriolan - Julius Caesar          | - Das Gleichgewicht U - Wesele                    | - Antigone - Sieben gegen Theben | - The Persians (Lehrbauhof, Stadtkino) |
| 1994 | - Jedermann | - Antonius und Cleopatra - Coriolan | - Das Gleichgewicht                               | - Die Riesen vom Berge |                                        |
| 1995 | - Jedermann | - Antonius und Cleopatra            | - Der Kirschgarten                                | - Die Riesen vom Berge |                                        |
| 1996 | - Jedermann | - Sommernachtstraum                 | - Alpenkönig und Menschenfeind - Der Kirschgarten | - Richard II. - Bumbarasch (Gastspiel Studio-Theater Oleg Tabakow), russ. - Dans la solitude des champs de coton (Gastspiel Odéon-Théatre de l`Europe), franz. |                                        |
| 1997 | - Jedermann |                                     | - Der Alpenkönig und der Menschenfeind            | - Libussa - Othello (Koproduktion mit Royal National Theatre), engl.                                                                                           | - Rosamunde (Kleines Festspielhaus)    |

## Ivan Nagel und Frank Baumbauer
Die Anbindung Salzburgs an die Gegenwartsliteratur ist – so paradox dies bei einer Direktion von nur einem Sommer (1998) klingen mag – Schauspielchef Ivan Nagel zu verdanken. Er schuf die Position Dichter zu Gast und lud als erste die spätere Nobelpreisträgerin Elfriede Jelinek ein. Er übertrug Dantons Tod dem Ästheten Robert Wilson, brachte Robert Lepage nach Salzburg und gab das bislang einzige Bühnenwerk des Kultfilmers Hal Hartley in Auftrag.
Frank Baumbauer, Schauspieldirektor von 1999 bis 2001, setzte die Reihe Dichter zu Gast mit fünf prominenten Exponenten aus Deutschland, Österreich und Ungarn fort. Er kooperierte intensiv mit deutschen Spitzenbühnen. Baumbauers höchstes Verdienst war das Wagnis der Schlachten! auf der Perner-Insel, eines zwölfstündigen Theatermarathons der Shakespeare’schen Königsdramen von Tom Lanoye und Luk Perceval, der auch Regie führte. In den Jahren Nagels und Baumbauers spielte man weiterhin fleißig Shakespeare, nunmehr allerdings – da die Felsenreitschule der Oper zurückgegeben werden musste – auf der Perner-Insel, im Landestheater und im Stadtkino. Uraufführungen und deutschsprachige Erstaufführungen wurden selbstverständlich, und das sogenannte Regietheater hatte endgültig in Salzburg Einzug gehalten.
| Jahr | Domplatz    | Dichter zu Gast                          | Landestheater                            | Perner-Insel                                      | Weitere Spielstätten                                                    |
| ---- | ----------- | ---------------------------------------- | ---------------------------------------- | ------------------------------------------------- | ----------------------------------------------------------------------- |
| 1998 | - Jedermann | Elfriede Jelinek                         | - Dantons Tod - Die Reise nach Jerusalem | - Soon U englisch - Geometry of Miracles englisch | - er nicht als er U (Elisabethbühne) - Troilus und Cressida (Stadtkino) |
|      |             |                                          |                                          |                                                   |                                                                         |
| 1999 | - Jedermann | Hans Magnus Enzensberger                 | - Zur schönen Aussicht                   | - Schlachten! DE - F@ust Version 3.0 spanisch     | - Denn alle Lust will Ewigkeit (Residenzhof) - Mnemonic U (Stadtkino)   |
| 2000 | - Jedermann | Christoph Ransmayr                       | - Endstation Sehnsucht                   | - Hamlet                                          | - Der Name (Stadtkino) - Allemaal Indiaan (Stadtkino) flämisch          |
| 2001 | - Jedermann | Péter Esterházy Imre Kertész Péter Nádas | - Die Unsichtbare U - Twelfth Night      | - Macbeth - Der Fall der Götter                   | - The Invisible College U (Stadtkino) englisch                          |

## Die 2000er Jahre
Die Jahre der Übergangsintendanten Ruzicka, Flimm und Hinterhäuser waren auch eine Ära des Übergangs im Schauspiel. Gegenwartsdramatik und Regietheater waren nunmehr zwar fest verankert, aber nicht immer in erster Qualität in Salzburg vertreten. Jürgen Flimm war von 2002 bis 2004 als Schauspieldirektor relativ erfolglos, sein Verdienst bleibt das Young Directors Project, mit dem er neue Perspektiven von jungen Regisseuren im Festspielprogramm verankerte. Den Jedermann überantwortete er 2002 Christian Stückl, dem Spielleiter der Passionsspiele von Oberammergau und besetzte Peter Simonischek in der Titelrolle, Veronica Ferres als Buhlschaft, Tobias Moretti als Teufel und Guter Gesell sowie Jens Harzer als Tod.
Den stärksten Eindruck des Jahrzehnts hinterließ Martin Kušej, Schauspieldirektor von 2005 und 2006, dank eigener Inszenierungen zur österreichischen Geschichte: Mit König Ottokars Glück und Ende entstaubte er des Nationaldichters Grillparzers Hauptwerk gründlich, mit Höllenangst eröffnete er Publikum und Presse einen neuen, wilden Zugang zu Nestroy.
Thomas Oberender, verantwortlich für das Schauspiel von 2006 bis 2011, wird hauptsächlich wegen seiner öffentlichen Kontroverse mit dem Intendanten Flimm in Erinnerung bleiben. Seine Verdienste beschränken sich auf das Quartett im Carabinieri-Saal der Residenz, eine bravouröse Andrea-Breth-Inszenierung von Verbrechen und Strafe und auf die deutschsprachige Erstaufführung von Becketts Letztem Band. Den Jedermann besetzte er 2010 mit Nicholas Ofczarek und Birgit Minichmayr neu. Mit Nicolas Stemanns Faust-Projekt 2011 auf der Perner-Insel scheiterte Oberender nachhaltig.
| Jahr | Domplatz                    | Dichter zu Gast                      | Landestheater                                                                 | Perner-Insel                                                                                               | Weitere Spielstätten |
| ---- | --------------------------- | ------------------------------------ | ----------------------------------------------------------------------------- | --- | --- |
| 2002 | - Jedermann Neuinszenierung | Robert Gernhardt                     | - Das weite Land - Da Ponte in Santa Fe U                                     | - The Day I go to the Body U Tanztheater - Senza fine Tanztheater                                          | - Young Directors Project drei Produktionen im republic                                                                  |
| 2003 | - Jedermann                 | Christa Wolf                         | - Das weite Land - Woyzeck - Zeit zu lieben, Zeit zu sterben Gastspiel        | - Peer Gynt - Macht nichts Gastspiel                                                                       | - Fotolabor Kreuzlingen (republic) - Young Directors Project drei Produktionen im republic                               |
| 2004 | - Jedermann                 | Tankred Dorst                        | - Die Möwe - Eines langen Tages Reise in die Nacht - Das Werk Gastspiel       | - Edward II. - Kokain Gastspiel                                                                            | - Heimat, Deine Sterne U republic - Young Directors Project vier Produktionen im republic                                |
|      |                             |                                      |                                                                               | | |
| 2005 | - Jedermann Wiederaufnahme  | António Lobo Antunes John M. Coetzee | - Geschichten aus dem Wiener Wald - Penthesilea - Othello Gastspiel           | - König Ottokars Glück und Ende                                                                            | - Capuccetto Rosso U (Mozart-Platz) - Symposium (Schauspielhaus) - Young Directors Project vier Produktionen im republic |
| 2006 | - Jedermann                 | -                                    | - Höllenangst                                                                 | - Tartuffe - Amphitryon Gastspiel - Les étourdis Gastspiel, franz.                                         | - It’s not funny U (republic) - Young Directors Project vier Produktionen                                                |
|      |                             |                                      |                                                                               | | |
| 2007 | - Jedermann                 | Jeffrey Eugenides Richard Ford       | - Ein Fest für Boris - Ein Sommernachtstraum                                  | - Molière. Eine Passion                                                                                    | - Quartett (Carabinieri-Saal) - Young Directors Project vier Produktionen                                                |
| 2008 | - Jedermann                 | Dimitré Dinev Orhan Pamuk            | - Verbrechen und Strafe U - Harper Regan DE                                   | - Die Räuber - Sad Face, Happy Face Trilogie, engl./franz. - The Year of Magical Thinking Gastspiel, engl. | - Young Directors Project vier Produktionen                                                                              |
| 2009 | - Jedermann                 | Daniel Kehlmann                      | - Die Möwe - Das letzte Band DE/Eine Frage des Lichts - Verbrechen und Strafe | - Judith - The Sound of Silence                                                                            | - Young Directors Project vier Produktionen                                                                              |
| 2010 | - Jedermann                 | Claudio Magris                       | - Angst U - Phädra                                                            | - Ödipus auf Kolonos                                                                                       | - Sommernachtstraum (Schloss Leopoldskron) - Young Directors Project vier Produktionen                                   |
| 2011 | - Jedermann                 | Jenseits der Grenze                  | - Vier Himmelsrichtungen U - Mass für Mass                                    | - Faust 1 + 2 - Immer noch Sturm U                                                                         | - Sommernachtstraum (Schloss Leopoldskron) - Young Directors Project fünf Produktionen                                   |

## Sven-Eric Bechtolf

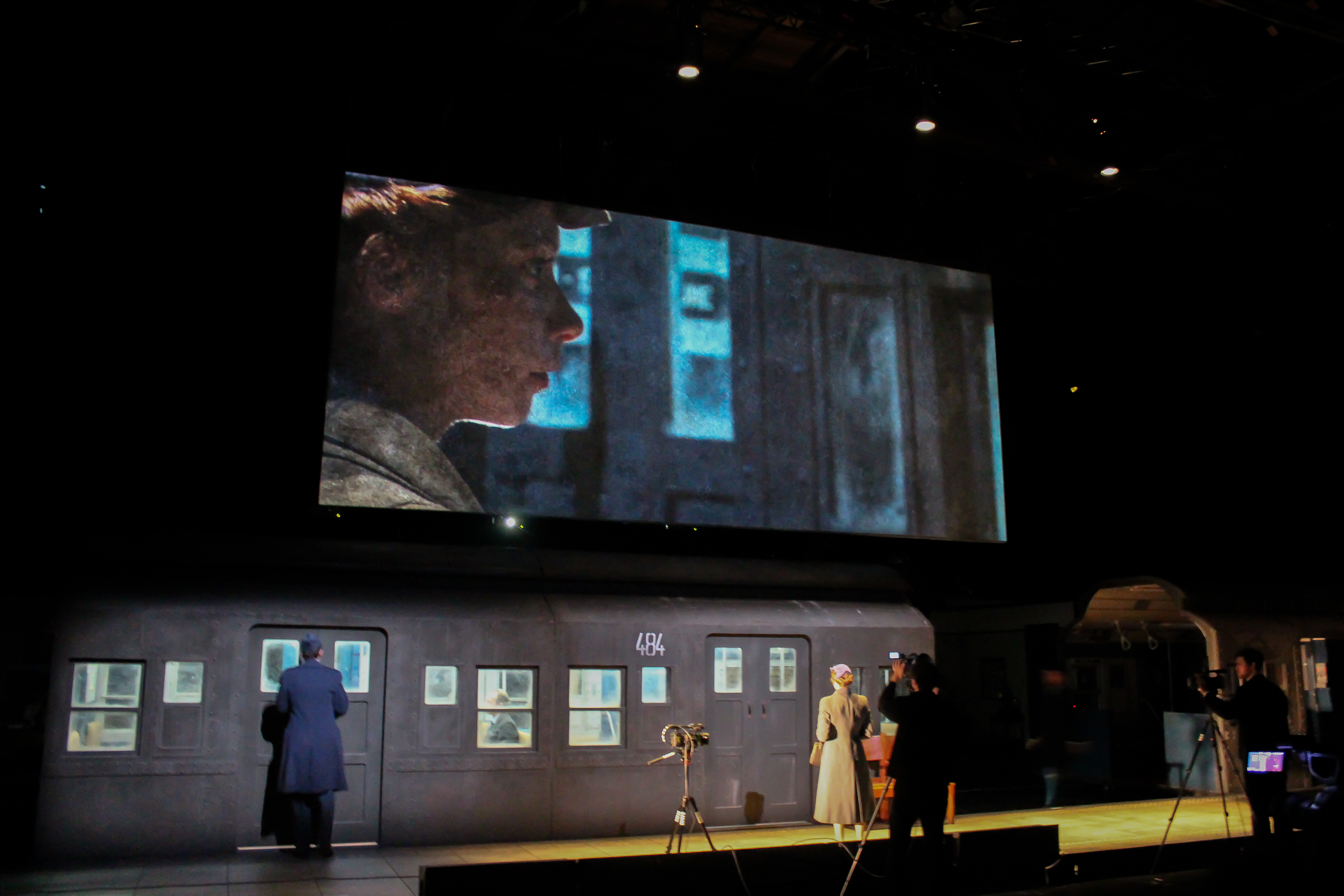
Forbidden Zone

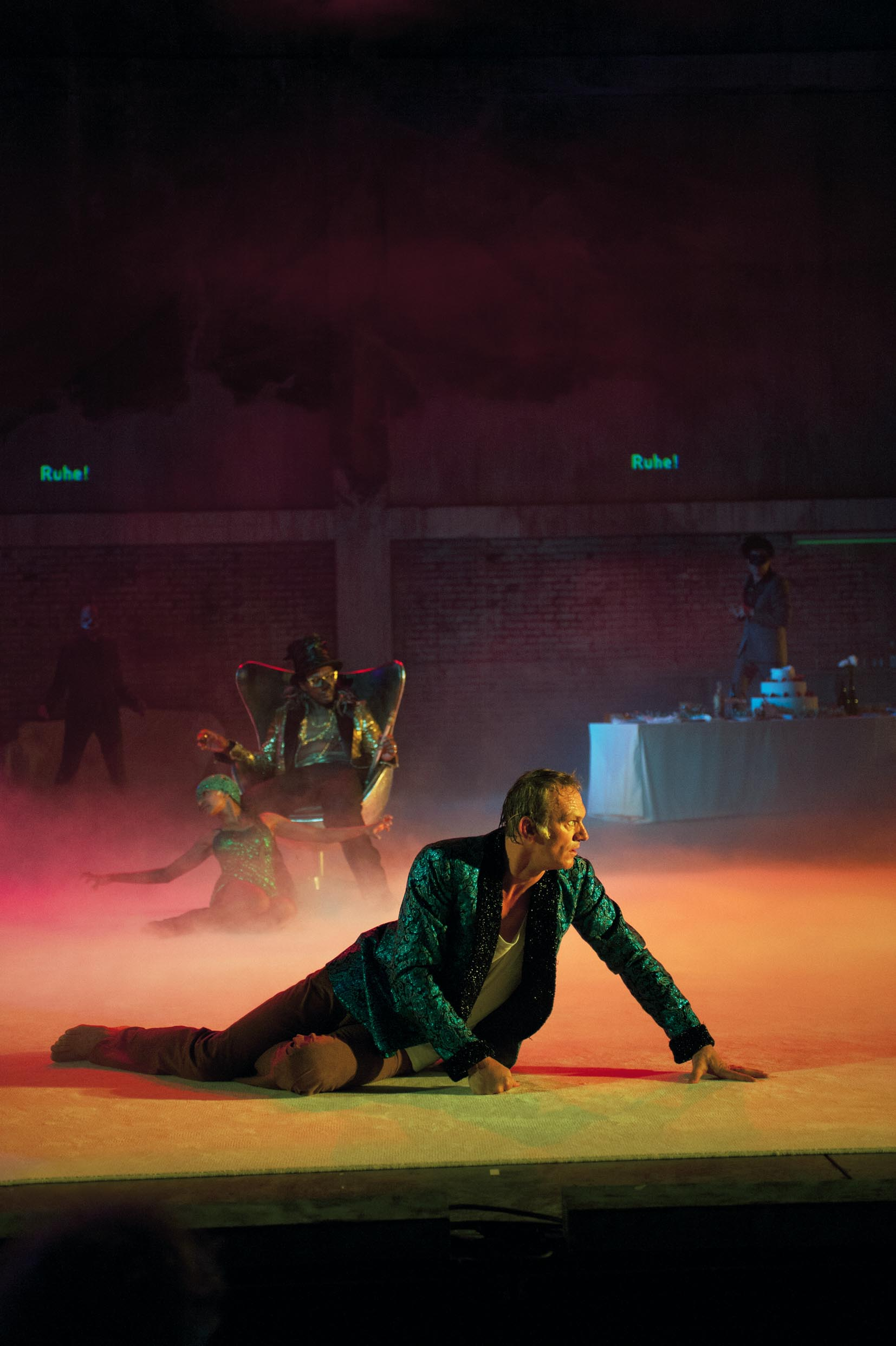
Peer Gynt

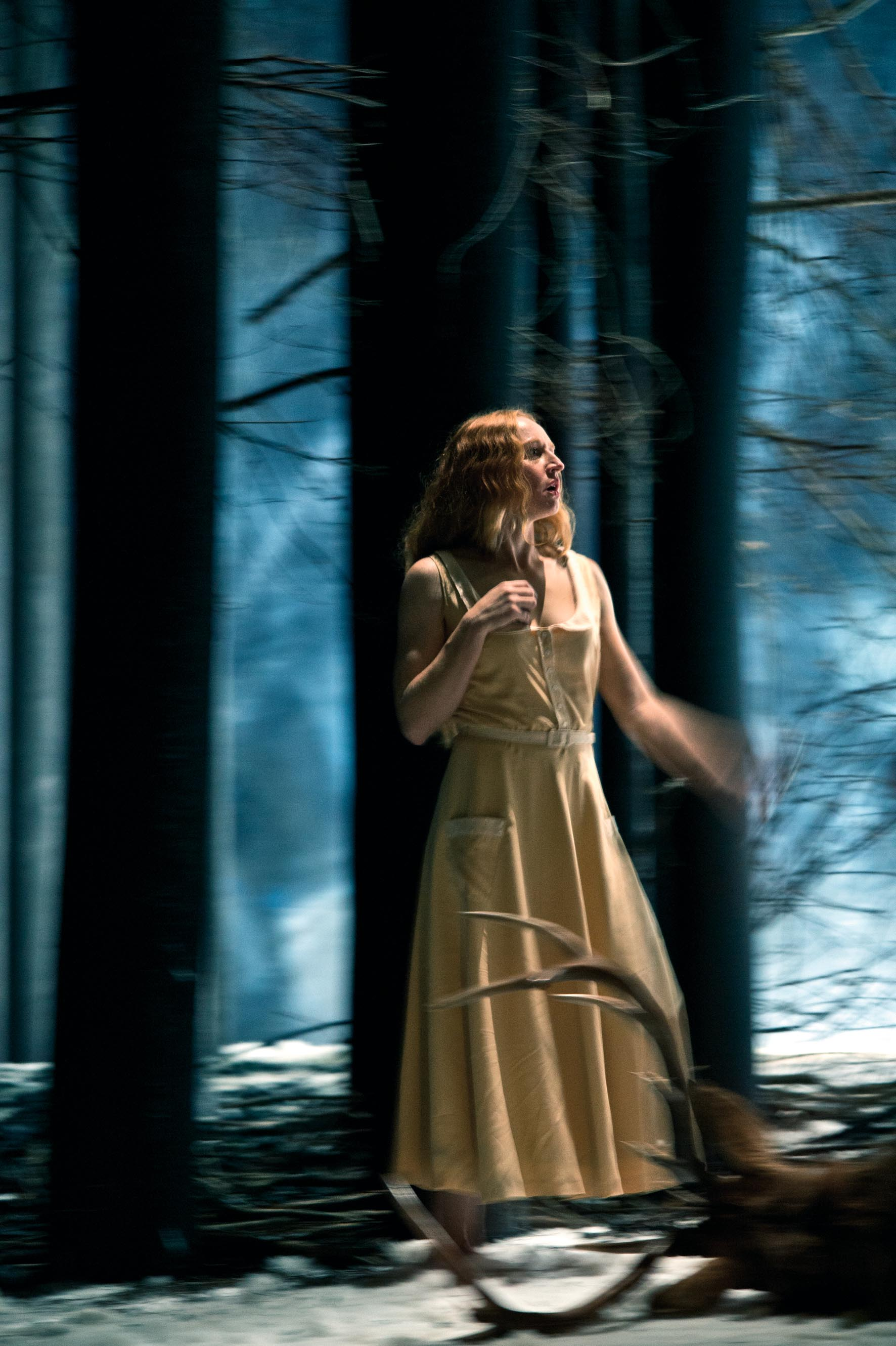
Bienen/Schneise

Gemeinsam mit dem neuen Intendanten Alexander Pereira trat Sven-Eric Bechtolf 2012 sein Amt als Schauspielchef der Salzburger Festspiele an. Bechtolf war der Wunschkandidat Pereiras, er hatte bereits während Pereiras Zürcher Intendanz Opern inszeniert. Bechtolf beendete die Institution Dichter zu Gast. Das Young Directors Project hingegen führte er fort, bis 2014 – nach dem Ausstieg des Sponsors Montblanc wurde kein neuer gefunden. Und er produzierte erstmals bei den Festspielen Theaterstücke für Kinder.
Während er 2012 – mit zwei Projekten Irina Brooks auf der Perner-Insel, einem englischsprachigen Peer Gynt und einer französischen Fassung des Sturm – einen internationalen Auftakt wagte, steuerte Bechtolf 2013 einen höchst populistischen und kulinarischen Kurs: mit einer Neuinszenierung des Jedermann durch Brian Mertes und Julian Crouch (mit Cornelius Obonya als Jedermann und Brigitte Hobmeier als Buhlschaft), einem Sommernachtstraum (mit Mendelssohns Schauspielmusik) im Residenzhof und einer Matthias-Hartmann-Inszenierung des Lumpazivagabundus auf der Perner-Insel. Obonya und Hobmeier hatten sich durch charismatische Rollengestaltungen im Vorjahr – er im Bürger als Edelmann, sie in Meine Bienen. Eine Schneise – für die Hauptrollen in Hofmannsthals Dauerbrenner qualifiziert.
2014 stand im Zeichen der 100-jährigen Wiederkehr der Kriegserklärungen zum Ersten Weltkrieg und beleuchtete das Thema aus höchst unterschiedlichen Perspektiven. Erstmals kam der notorische Hofmannsthal-Verachter und Max-Reinhardt-Gegner Karl Kraus zu Festspielehren: Seine Letzten Tage der Menschheit erlitten zwar – aufgrund der Burgtheaterkrise – einen Regisseurwechsel von Matthias Hartmann zu Georg Schmiedleitner, gelangen jedoch dank des exzellenten Ensembles prächtig.
| Jahr | Domplatz                    | Haus für Mozart Felsenreitschule                       | Landestheater                                                            | Perner-Insel                                              | Weitere Spielstätten |
| ---- | --------------------------- | ------------------------------------------------------ | ------------------------------------------------------------------------ | --------------------------------------------------------- | --- |
| 2012 | - Jedermann                 | - Bürger als Edelmann, gemeinsam mit Ariadne auf Naxos | - Prinz Friedrich von Homburg - Meine Bienen. Eine Schneise U            | - Peer Gynt englisch - La Tempête französisch - Mojo ab 5 | - Kafkas Schloss (Schauspielhaus) - Der Bauer als Millionär Puppenspiel (Schauspielhaus) - Young Directors Project vier Produktionen |
| 2013 | - Jedermann Neuinszenierung |                                                        | - Die Jungfrau von Orléans - Schneewittchen ab 7 - Sans object Gastspiel | - Lumpazivagabundus                                       | - Sommernachtstraum (Residenzhof) - Young Directors Project vier Produktionen                                                        |
| 2014 | - Jedermann                 |                                                        | - Die letzten Tage der Menschheit - 1927. Golem                          | - Don Juan kommt aus dem Krieg - The Forbidden Zone       | - Young Directors Project vier Produktionen                                                                                          |
| 2015 | - Jedermann                 | - Die Dreigroschenoper                                 | - Clavigo                                                                | - Die Komödie der Irrungen                                | |
| 2016 | - Jedermann                 |                                                        | - Endspiel - Der Ignorant und der Wahnsinnige                            | - Der Sturm                                               | |

## Bettina Hering
Als neue Schauspieldirektorin der Festspiele für die Jahre 2017 bis 2021 wurde im März 2015 Bettina Hering, zuvor Künstlerische Leiterin am Landestheater Niederösterreich, vorgestellt. Sie ist die erste Frau in dieser Position. Ihre erste Aufgabe war die Neubesetzung der Hauptrollen des Jedermann am Domplatz, da Cornelius Obonya, Miriam Fussenegger (nach nur einer Spielzeit) und Julia Gschnitzer ihre Rollen als Jedermann, Buhlschaft und Mutter zurücklegten. Gemeinsam mit dem Intendanten der Salzburger Festspiele ab 2017, Markus Hinterhäuser, betraute sie Tobias Moretti, Stefanie Reinsperger und Edith Clever mit diesen exponierten Aufgaben. In einem Interview mit der Austria Presse Agentur gab sie bekannt: „Mein Credo ist sicher, die Türen prinzipiell mehr zu öffnen, mehr zuzulassen und sich dem Leben nicht zu verschließen“.
| Jahr | Domplatz                    | Landestheater                     | Perner-Insel                 | Weitere Spielstätten                           |
| ---- | --------------------------- | --------------------------------- | ---------------------------- | ---------------------------------------------- |
| 2017 | - Jedermann Neuinszenierung | - Die Geburtstagsfeier            | - Rose Bernd - Lulu          | - Kasimir und Karoline (Universität Mozarteum) |
| 2018 | - Jedermann                 | - Penthesilea - Die Perser        | - Hunger                     | - Kommt ein Pferd in die Bar (Republic)        |
| 2019 | - Jedermann                 | - Jugend ohne Gott - Die Empörten | - Sommergäste - Liliom       |                                                |
| 2020 | - Jedermann                 | - Zdeněk Adamec                   |                              | - Everywoman (Szene)                           |
| 2021 | - Jedermann Neuinszenierung | - Das Bergwerk zu Falun           | - Richard the Kid & the King |                                                |

Intendant Markus Hinterhäuser (ab 2017), dessen Fünfjahresvertrag 2019 um weitere fünf Jahre bis 2026 verlängert wurde, kündigte eine Jedermann-Neuinszenierung für das Jahr 2020 an, dem 100-Jahr-Jubiläum der Festspiele und des Jedermanns am Domplatz. Wegen der COVID-19-Pandemie konnte sie erst 2021 realisiert werden.
Im Herbst 2023 folgte Marina Dawydowa als Schauspielchefin nach, im November 2024 trennten sich die Festspiele von Davydova.

## Erläuterung der Tabellen
Neuinszenierungen sind in Normalschrift abgebildet und verlinkt mit dem Werk bzw. dem Autor. Wiederaufnahmen derselben Inszenierung sind in kleiner Schrift abgedruckt und nicht verlinkt. U steht für Uraufführung, DE für Deutschsprachige Erstaufführung.
Die Namen einiger Spielstätten der Salzburger Festspiele haben sich im Lauf der Zeit geändert:
- Das Stadttheater heißt seit 1940 Landestheater.
- Das Festspielhaus wurde ab 1960 Altes Festspielhaus und ab 1963 Kleines Festspielhaus genannt, seit dem letzten Umbau 2006 heißt es Haus für Mozart.
- Das Neue Festspielhaus, fertiggestellt 1960, wird seit 1963 Großes Festspielhaus genannt.
- Die Kollegienkirche ist auch als Universitätskirche bekannt.

Als Ausweichspielstätte für den Jedermann bei Schlechtwetter diente zuerst die Universitätsaula, schließlich das Festspielhaus und seit 1961 das Große Festspielhaus.